# AFMさきがけニュース
『AFMさきがけニュース』（エイエフエムさきがけニュース）は、エフエム秋田で放送されているニュース番組（スポットニュース）である。

## 概要
秋田県の地方紙、秋田魁新報の名称を冠している。
自社制作の場合と、JFNからのネット受けの場合（『JFNニュース』のタイトル差し替えで、なおかつ秋田魁新報がスポンサーにつく）がある。どちらの場合も内容はストレイトニュースである。一部時間帯はタイトルに“さきがけ”が入らない『AFMニュース』（エイエフエムニュース）として放送されている。
2019年9月現在、同タイトルで放送されている自社制作のニュースは平日 11:55のみ。週末はすべての時間帯でJFNニュースをネットしている。
また、同じ秋田県を放送エリアとするラジオ・テレビ兼営局秋田放送にも、『さきがけニュース』（テレビは『さきがけABSニュース』）という秋田魁新報協力のニュース番組が存在する。

## 放送時間
★は「AFMニュース」として放送。
【平日】
- 7:55 - （JFN「OH! HAPPY MORNING」のニュース）
  - 「AFMヘッドラインニュース」として放送。
- 8:55 - （JFNニュース）
  - 「OH! HAPPY MORNING」に内包。
- 11:55 - 自社制作。
  - ニュースのあと、天気予報も放送。
- 15:55 - （JFNニュース）※
  - 月曜 - 木曜は「mix」に内包。「AFMさきがけニュースフラッシュ」として放送。
- 18:55
  - 月曜 - 木曜は（JFNニュース）★
  - 金曜は自社制作（2017年4月7日から）
    - ニュースのあと、天気予報も放送。奇数月は「AFM読売新聞ニュース」、偶数月は「AFM朝日新聞ニュース」として放送。
- 19:55 - （JFNニュース）★　
  - 月曜 - 木曜は「A・O・R」に内包。
- 20:55 - （JFNニュース）★
- 21:55 - （JFNニュース）
- 24:55 - （JFNニュース）★

この他にも16:40、17:20頃、金曜 17:35頃（「mix」及び「イブニング・ストリーム」内包）にも自社制作のニュースを放送している。16:40と金曜 18:55は月替わりで読売新聞（奇数月）と朝日新聞（偶数月）のニュースを伝えている。
【土曜】（JFNニュース）
- 8:55
- 11:55
- 14:55 ★
- 16:55 ★
- 17:55 ★
- 18:55
- 21:55 ★
- 22:55

【日曜】（JFNニュース）
- 8:55
- 11:55 ★
- 12:55 ★
- 14:55 ★
  - 2017年4月2日より放送開始。
- 16:55 ★
- 17:55 ★
- 18:55
- 20:55
- 21:55 ★

2021年3月28日までは、秋田県内で選挙が行われた日にはそれまで放送していた「See You Next Week!」（日曜 23:55 - 24:00、JFNC制作）を休止して、臨時で自社制作のニュース（AFMニュース）を放送していた。
また、災害発生時にJFNニュースや通常の5分番組を自社制作のニュースに差し替えて放送したケースもある。